# Таймеєвська сільська рада
Тайме́євська сільська рада (рос. Таймеевский сельский совет) — муніципальне утворення у складі Салаватського району Башкортостану, Росія. Адміністративний центр — село Таймеєво.

## Населення
Населення — 1403 особи (2019, 1749 в 2010, 2116 в 2002).

## Склад
До складу поселення входять такі населені пункти:
| Населений пункт          | Населення, осіб (2002) | Населення, осіб (2010) |
| ------------------------ | ---------------------- | ---------------------- |
| 1-е Ідельбаєво, присілок | 112                    | 108                    |
| 2-е Ідельбаєво, присілок | 408                    | 328                    |
| Таймеєво, село           | 706                    | 633                    |
| Ташаулово, присілок      | 252                    | 187                    |
| Урмантау, село           | 483                    | 357                    |
| Устьатавка, присілок     | 155                    | 136                    |